# Sapo-voador-de-wallace
A rã-voadora-de-wallace (nome científico: Rhacophorus nigropalmatus) é uma espécie de anuro da família Rhacophoridae, que é encontrada no Brunei, Indonésia, Malásia e Tailândia, em altitudes entre 600 metros. É encontrada em florestas nubladas e sempre-verdes. É exclusivamente arbórea, descendo das árvores apenas para por os ovos, os depositando em poças próximas as árvores. A espécie é uma das poucas espécies de anuros que são capazes de planar, sendo a que consegue ir mais longe, podendo passar os 15 metros. A rã costuma planar para ir de uma árvore para outra e para se alimentar e consegue fazer isso graças as suas grandes membranas interdigitais.